# Eischen
Eischen (en luxemburguès:  Äischen) és una vila centre administratiu de la comuna de Hobscheid del districte de Luxemburg al cantó de Capellen. Està travessat pel riu Eisch -un afluent de l'Alzette- del que pren el seu nom. Està a uns 20 km de distància de la Ciutat de Luxemburg.